# Amos Mansdorf
Amos Mansdorf (hebr. ‏עמוס מנסדורף‎; ur. 20 października 1965 w Tel Awiwie) – izraelski tenisista, reprezentant kraju w Pucharze Davisa, olimpijczyk z Seulu (1988).

## Kariera tenisowa
Zawodowym tenisistą był w latach 1983–1994.
W grze pojedynczej osiągnął szesnaście finałów rangi ATP World Tour, wygrywając sześć z nich. W grze podwójnej nie wygrał turnieju, był natomiast w jednym finale.
W latach 1984–1994 reprezentował Izrael w Pucharze Davisa notując w singlu bilans osiemnastu zwycięstw i siedemnastu porażek, a w deblu cztery wygrane przy ośmiu przegranych.
W 1988 zagrał na igrzyskach olimpijskich w Seulu dochodząc do trzeciej rundy gry pojedynczej i drugiej rundy gry podwójnej. Partnerem deblowym Mansdorfa był Gilad Blum.
W rankingu gry pojedynczej najwyżej był na 18. miejscu (16 listopada 1987), a w klasyfikacji gry podwójnej na 67. pozycji (19 maja 1986).
Po zakończeniu kariery pracował w strukturach tenisowych w Izraelu. W latach 2000–2004 był kapitanem reprezentacji narodowej w Pucharze Davisa.

### Finały w turniejach ATP World Tour
| Legenda                                      |
| -------------------------------------------- |
| Wielki Szlem                                 |
| Igrzyska olimpijskie                         |
| Tennis Masters Cup / ATP Finals              |
| ATP Masters Series / ATP Tour Masters 1000   |
| ATP International Series Gold / ATP Tour 500 |
| ATP International Series / ATP Tour 250      |

#### Gra pojedyncza (6–10)
| Końcowy wynik | Nr  | Data                 | Turniej       | Nawierzchnia    | Przeciwnik          | Wynik finału             |
| ------------- | --- | -------------------- | ------------- | --------------- | ------------------- | ------------------------ |
| Finalista     | 1.  | 20 października 1985 | Tel Awiw-Jafa | Twarda          | Brad Gilbert        | 3:6, 2:6                 |
| Zwycięzca     | 1.  | 23 listopada 1986    | Johannesburg  | Twarda (hala)   | Matt Anger          | 6:3, 3:6, 6:2, 7:5       |
| Zwycięzca     | 2.  | 18 października 1987 | Tel Awiw-Jafa | Twarda          | Brad Gilbert        | 3:6, 6:3, 6:4            |
| Finalista     | 2.  | 25 października 1987 | Wiedeń        | Twarda (hala)   | Jonas Svensson      | 6:1, 6:1, 2:6, 3:6, 5:7  |
| Zwycięzca     | 3.  | 10 stycznia 1988     | Auckland      | Twarda          | Ramesh Krishnan     | 6:3, 6:4                 |
| Zwycięzca     | 4.  | 30 października 1988 | Paryż         | Twarda (hala)   | Brad Gilbert        | 6:3, 6:2, 6:3            |
| Finalista     | 3.  | 15 stycznia 1989     | Auckland      | Twarda          | Ramesh Krishnan     | 4:6, 0:6                 |
| Finalista     | 4.  | 30 kwietnia 1989     | Singapur      | Twarda          | Kelly Jones         | 1:6, 5:7                 |
| Zwycięzca     | 5.  | 17 czerwca 1990      | Rosmalen      | Trawiasta       | Aleksandr Wołkow    | 6:3, 7:6                 |
| Finalista     | 5.  | 14 października 1990 | Tel Awiw-Jafa | Twarda          | Andriej Czesnokow   | 4:6, 3:6                 |
| Finalista     | 6.  | 6 października 1991  | Tuluza        | Twarda (hala)   | Guy Forget          | 2:6, 6:7(4)              |
| Finalista     | 7.  | 23 lutego 1992       | Filadelfia    | Dywanowa (hala) | Pete Sampras        | 1:6, 6:7(4), 6:2, 6:7(2) |
| Finalista     | 8.  | 4 kwietnia 1993      | Osaka         | Twarda          | Michael Chang       | 4:6, 4:6                 |
| Zwycięzca     | 6.  | 25 lipca 1993        | Waszyngton    | Twarda          | Todd Martin         | 7:6(3), 7:5              |
| Finalista     | 9.  | 17 października 1993 | Tel Awiw-Jafa | Twarda          | Stefano Pescosolido | 6:7(5), 5:7              |
| Finalista     | 10. | 16 października 1994 | Tel Awiw-Jafa | Twarda          | Wayne Ferreira      | 6:7(4), 3:6              |

#### Gra podwójna (0–1)
| Końcowy wynik | Nr | Data                 | Turniej      | Nawierzchnia | Partner         | Przeciwnicy                           | Wynik finału  |
| ------------- | -- | -------------------- | ------------ | ------------ | --------------- | ------------------------------------- | ------------- |
| Finalista     | 1. | 13 października 1985 | Johannesburg | Twarda       | Szachar Perkiss | Colin Dowdeswell Christo Van Rensburg | 6:3, 6:7, 4:6 |